# 马克欣
马克欣（俄语：МакSим，羅馬化：MakSim，1983年6月10日—），出生于苏联的喀山，也译为马克西姆，原名马琳娜·谢尔盖耶芙娜·阿布罗西莫娃（Марина Сергеевна Абросимова），俄罗斯著名女歌手、作者、表演者和音乐制作人。
2006年3月28日的专辑《尴尬年代》的销量超过150万张，打破了自苏联解体以来的单张专辑销量纪录。她的第二张专辑《我的天堂》目前已售出超过130万份。2007年，马克欣也成为了俄罗斯最成功的歌手。